# Provincia de Huarmey
La provincia de Huarmey es una de las veinte que conforman el departamento de Áncash en la costa central del Perú. Limita por el norte con la provincia de Casma; al este con las provincias de Huaraz, Aija, Recuay y Bolognesi; por el sur con el departamento de Lima, y por el oeste con el océano Pacífico. Abarca desde el litoral hasta las estribaciones de la cordillera Occidental de los Andes.

## Historia

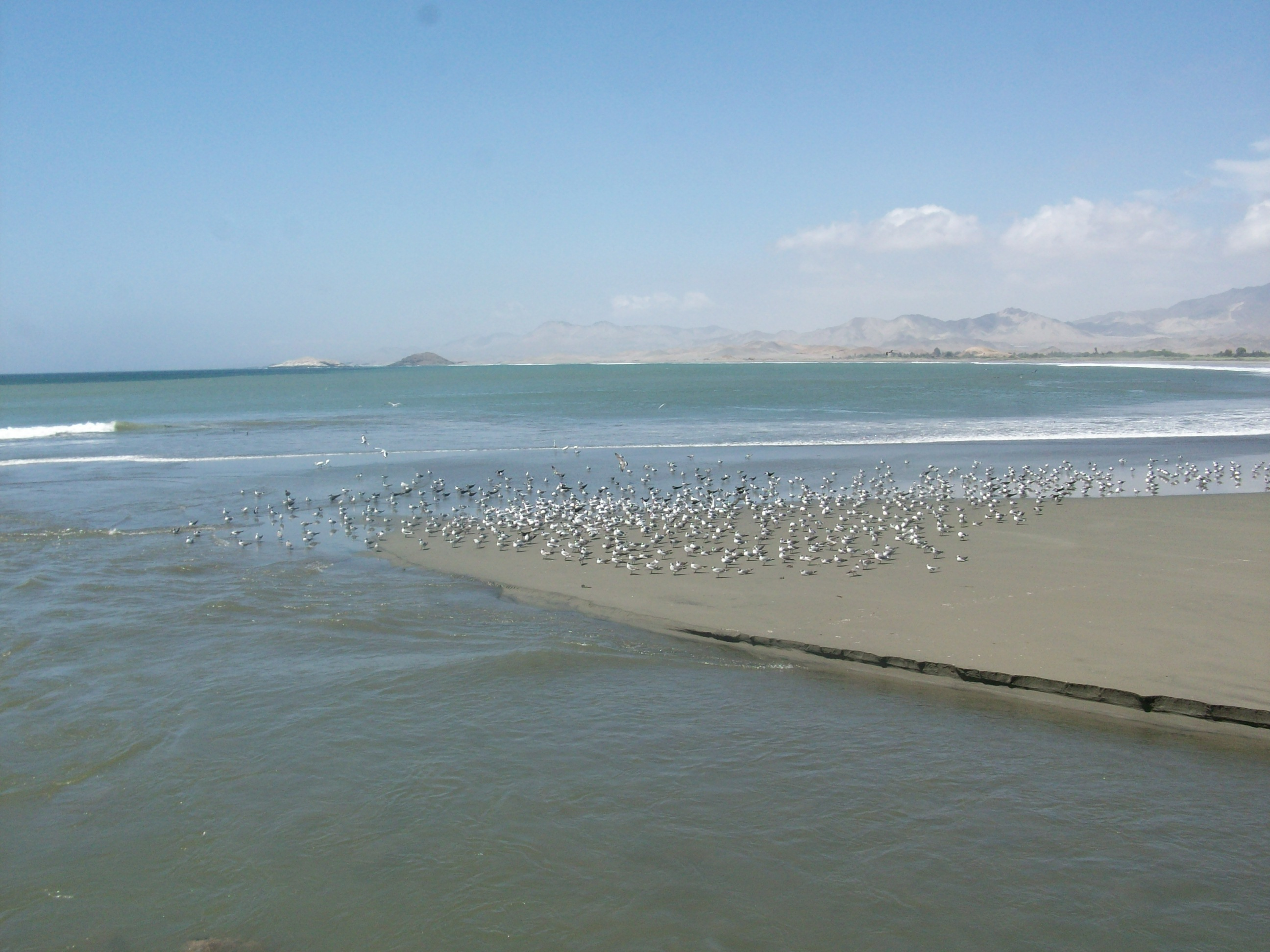
Aves marinas en Puerto Huarmey

La actual provincia de Huarmey fue creada a través de la Ley n.º 24034, del 20 de diciembre de 1984, escindiendo a dicho distrito de la actual provincia de Casma, que en 1950 había sido creada con el nombre de Huarmey, nombre que mantuvo hasta 1955, y escindiendo al distrito de Huayan, el distrito de Malvas y el distrito de Cochapeti de la provincia de Aija. Además, dentro del territorio de distrito de Huarmey se creó el distrito de Culebras. 
Durante la época virreinal, Huarmey perteneció al Corregimiento del Santa. Originalmente fue otorgado en encomienda a Nuño de Ávila en 1576 y luego a Muñoz de Ávila en 1578, cuando el arzobispo Toribio Alfonso de Mogrovejo estuvo en el pueblo durante una visita pastoral en 1593, hallando en este «cien indios tributarios y diez reservados y 300 de confesión, y 500 ánimas chicas y grandes, y anexas tres estancias ganaderas». En 1784, siendo virrey don Teodoro De Croix, se creó la Parroquia de Huarmey, perteneciente a la provincia del Santa y a la Intendencia de Lima.
Sus pobladores participaron en la lucha por la independencia, por lo que en 1822 San Martín lo convirtió en distrito según Decreto Ley n.º 862. En 1836, el general Andrés de Santa Cruz confirmó al pueblo como parte de la provincia del Santa y del departamento de Huaylas. El 2 de enero de 1857, Huarmey fue creada nuevamente por Decreto Ley n.º 662, y José Pardo la elevó a la categoría de villa en 1907. En 1955 vino a formar parte de la provincia de Casma como distrito (Rodríguez, 2009). En el año 1958, Huarmey era solamente un distrito, un pueblo muy pequeño, solo dos cuadras alrededor de la plaza de Armas, y la calle principal se llamaba Cabo Alberto Reyes.
El proceso de creación política de la provincia de Huarmey se inicia con la conformación de un comité de creación en el año 1966. El comité incluía representantes del distrito de Huarmey, en aquel momento perteneciente a la provincia de Casma; y de representantes del distrito de Cochapeti, el distrito de Malvas, el distrito de Huayán y el distrito de Succha, todos pertenecientes a la provincia de Aija. Dicho comité inicialmente no tuvo éxito, pero, con el regreso de la democracia, en el año 1981, se reactiva, aunque sin la participación del distrito de Succha. 
La necesidad de crear la nueva provincia se fundamenta en la cercanía de Cochapeti, Malvas y Huayán en contraposición a la lejanía de Aija. Asimismo, se arguyen  razones de índole administrativa, dado que diversas oficinas del gobierno dependían de oficinas ubicadas en Huarmey. El proyecto de creación de la provincia requería de la presentación de memoriales de apoyo aprobados en cabildos abiertos. 
Durante la primera mitad del año 1981, se firmaron memoriales de apoyo en los cabildos desarrollados en los diferentes distritos de la futura provincia. En las discusiones del comité se acordó crear el distrito de Culebras. El día 14 de diciembre de 1984, se aprobó la ley de creación de Huarmey en el parlamento. Finalmente, durante su segundo gobierno, Fernando Belaúnde Terry promulgó el día 20 de diciembre de 1984 la Ley n.º 24034, que creó la nueva provincia de Huarmey en el departamento de Áncash (Rodríguez, 2009). 
En julio del año 2001, la Compañía Minera Antamina S. A. implementó las instalaciones del puerto Punta Lobitos, diseñado para exportar concentrados de cobre y zinc provenientes de Antamina. El puerto Punta Lobitos está ubicado a un kilómetro al oeste del Puerto Huarmey.

## Toponimia
El origen del nombre de este lugar es incierto. El lingüista Cerrón-Palomino asegura que es incorrecta la hipótesis que señala que Huarmey proviene del quechua warmi 'mujer'. A propósito de esta teoría, supuestamente es resultado de que el inca Pachacuti habría sepultado viva aquí a una de sus hijas, que se había enamorado de un joven del pueblo. Más bien, sugiere, concordando con Torero, que el topónimo seguramente proviene del quingnam waĉmi 'pescador', donde /ĉ/ cambió a /r/. Con respecto a la -y final, sugiere que puede provenir del sufijo localizador quechua, resultando en un significado como waĉmiy '(lugar) donde hay pescadores'. Sin embargo, acepta también la posibilidad de que sea una simple consonante extra. 
Otra hipótesis señala que el nombre deriva del vocablo huarmay, lugar utilizado para designar un tipo de almacén de las cosechas de zonas aledañas (Rodríguez 2009).

## Población
La ciudad de Huarmey tiene una población, de 27 054 habitantes, según datos del INEI, con una densidad poblacional de 6 habs./km².

## Hidrografía
La provincia de Huarmey tiene dos ríos importantes que son Culebras y Huarmey, cuyos cursos corre la parte central y norte de la provincia. Además, sus distritos de la sierra se hallan en la cuenca del río Malvas (Malvas y Cochapetí) y de parte del río Aija (Huayán).

## Geografía

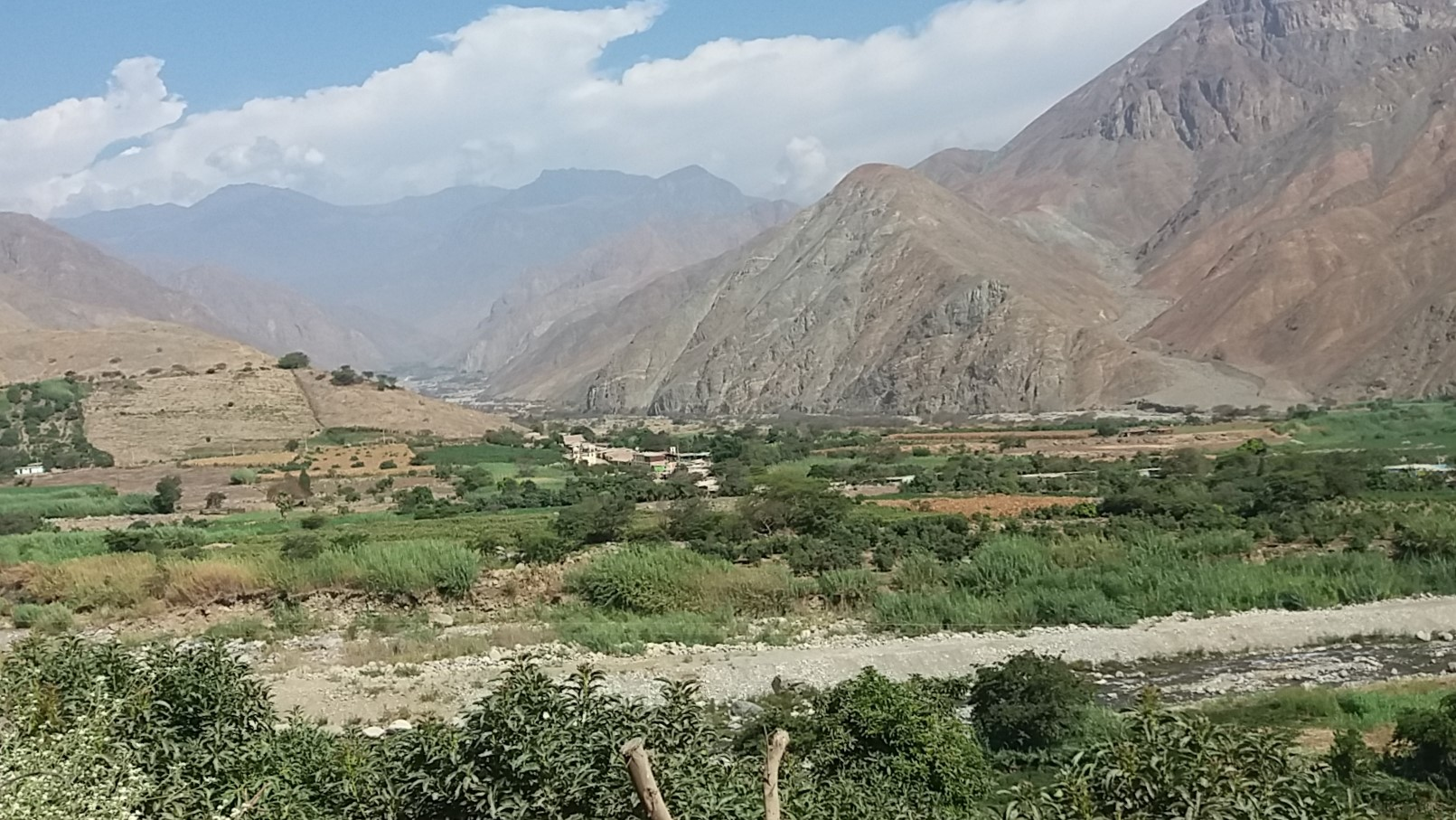
Los ríos Malvas y Aija crean el valle del río Huarmey

La provincia de Huarmey se encuentra ubicada en el kilómetro 293 de la Panamericana norte, en el margen del río Huarmey, a 7 m s. n. m. Es la segunda con mayor superficie en el departamento de Ancash, luego de la provincia del Santa, con 3900,42 km².
Su capital, la ciudad de Huarmey, es también conocida como la ciudad de la cordialidad, por la característica acogedora de sus pobladores.  El clima de la Ciudad de Huarmey es templado y húmedo con temperaturas promedias de 12 °C y 28 °C, pudiendo llegar en verano a un máximo que es de 35°.

## Límites
- Norte: Con la provincia de Casma
- Este: Con las provincias de Huaraz, Aija, Recuay y Bolognesi
- Sur: Con el departamento de Lima
- Oeste: Con el océano Pacífico

## División política

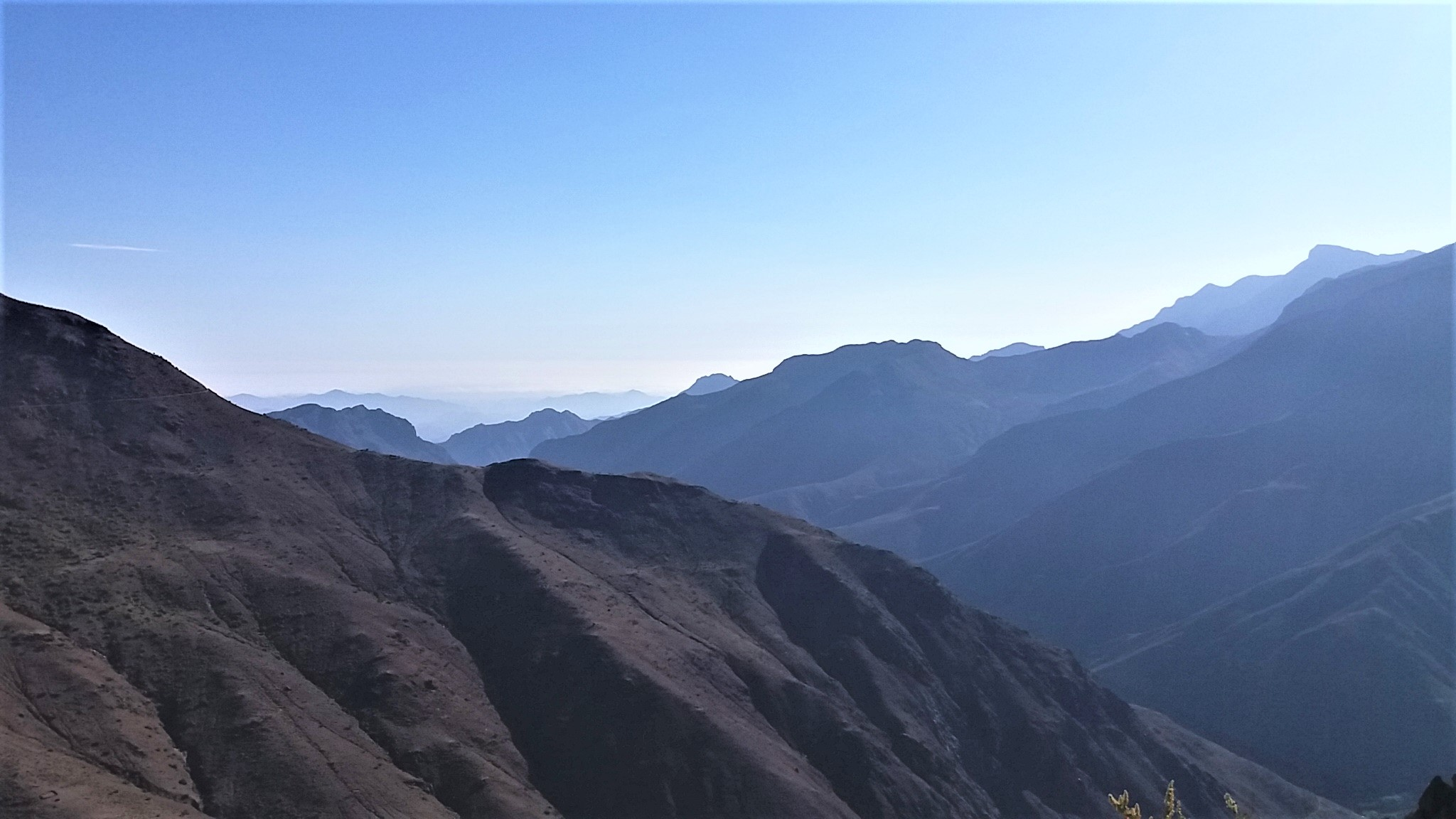
Alturas sobre el valle de Huarmey por Huayán

Esta provincia se divide en cinco distritos:
- Huarmey (2899.64 km²)(27,123 hab)
- Cochapeti (100.02 km²)(814 hab)
- Culebras (630.25 km²)(3,405 hab)
- Huayán (58.99 km²)(961 hab)
- Malvas (219.52 km²)(763 hab)

## Clima
El clima de la ciudad de Huarmey es templado y húmedo, con temperaturas promedias de 12 °C y 28 °C, pudiendo llegar en verano a un máximo que es de 35° (conocida por tener un verano caluroso).

## Autoridades

### Regionales
- Consejero regional
  - 2019-2022:[1] Carlos Heráclides Pajuelo Camones (Partido Democrático Somos Perú)

### Municipales
- 2019-2022[1]
  - Alcalde: Elmer Alfonso Dueñas Espíritu, del Partido Democrático Somos Perú.
  - Regidores:

  1. Alberto Lira Cruz (Partido Democrático Somos Perú)
  2. María Manuela Contreras Baca (Partido Democrático Somos Perú)
  3. Henry Walter Huayta Flores (Partido Democrático Somos Perú)
  4. Katia Martina Mariluz Gonzales (Partido Democrático Somos Perú)
  5. Elvira Cruz Gaspar Mejía (Partido Democrático Somos Perú)
  6. José Antonio Saldívar Alva (Fuerza Popular)
  7. Andrés Walter Romero Sánchez (Movimiento Regional El Maicito)

## Turismo
- Arqueología

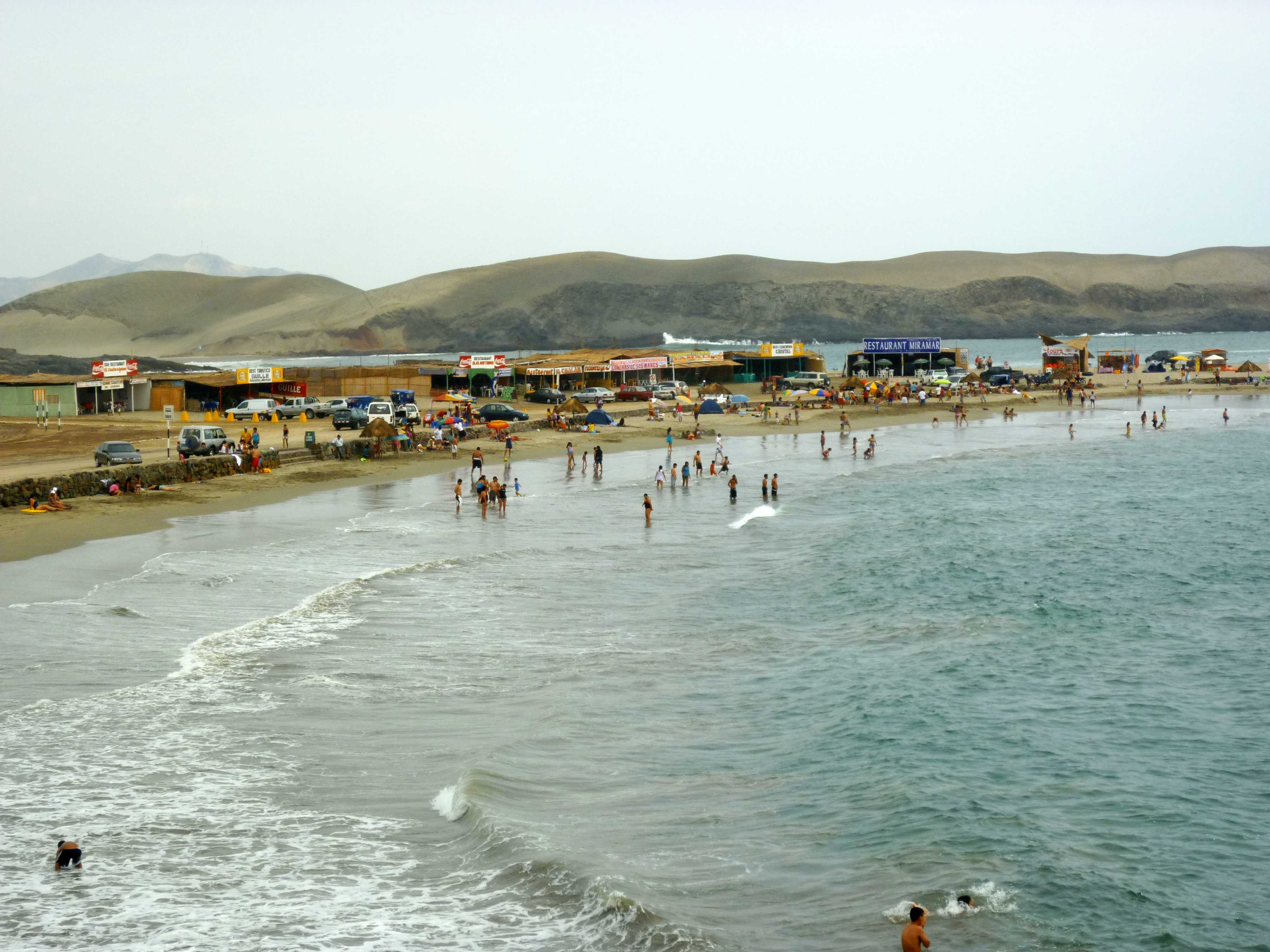
Vista del mar en el balneario de Tuquillo, Huarmey

  - Los Gavilanes: Sitio arqueológico descubierto por Edward Lanning en 1957,[2] donde encontró maíz, que fue fechado entre el 2200 y 2700 AC. Ubicado a la altura del km 398 de la Panamerica Norte, entre las playas El Lomo y La Honda en la ladera de un cerro. Posición: S10 02.936 W78 10.455
  - El Castillo de Huarmey: Se trata de un cementerio ubicado a 1 km al este de Huarmey compuesto por una  pirámide rodeada de plataformas y mirando hacia una plaza cuadrangular.
  - Mandinga: Ubicado a 10 km de Huarmey sobre la margen derecha del Río Huarmey. Consta de cuatro plataformas, rodeados de patios y una plaza circunscrita. Posición: S10 02.923 W78 05.418
  - Lecheral: Se trata de dos pirámides, aún no excavadas, rellenas con Shicras. Posición: S10 04.414 W78 08.714

- Playas

El balneario más importante de Huarmey es Tuquillo, ubicado a 6 kilómetros al norte de la ciudad. Cruzando una cuesta, hacia el norte, se encuentra una pequeña playa rodeada por rocas llamada La Pocita, a la que acuden muchos niños, por su baja profundidad y aguas transparentes. Son también importantes las playas de Maracaná, Antivito.
Los balnearios de Manache, La Princesa y La Gramita.
Las playas de Bermejo y Corralones.
- Fiestas

A principios del mes de octubre, se celebran las festividades de la Virgen del Rosario, patrona de Huarmey.
- Platos típicos

Sus platos típicos son el picante de mariscos, el picante de cuy, la chicha de maíz jora y el cebiche de pato.